# قطعنامه ۱۱۵۹ شورای امنیت
قطعنامه ۱۱۵۹ شورای امنیت سازمان ملل متحد که در تاریخ ۲۷ مارس ۱۹۹۸ تصویب شد، سندی بین‌المللی دربارهٔ بررسی وضعیت در جمهوری آفریقای مرکزی است. این قطعنامه طی نشست ۳۸۶۷ام با ۱۵ رای موافق، ۰ مخالف و ۰ ممتنع تصویب شد.